# Dinavar
Dinavar, Dinawar parfois Daynavar était pendant les premiers siècles de l'islam une ville importante du Jibâl dans l'actuelle province de Kermânchâh en Iran. Elle est actuellement en ruines. Son site se trouve à environ 50 km au nord-est de Kermânchâh à 1600 m d'altitude, Elle a été la capitale de la dynastie kurde des Hasanwayhides.

## Histoire
La ville est située dans un plaine d'altitude arrosée par la rivière Dinavar. La ville de Dinavar est fondée avant ou tout au début de l'ère séleucide, au cœur de l'ancienne Médie. C'est sans doute pour cela que la ville s'est appelée Mâh al-Kûfa (Cœur de Koufa) au début de l'ère musulmane, pour la distinguer de Nehâvand nommée alors Mâh al-Basrâ (Cœur de Bassorah). Dinavar est ensuite une place forte sassanide que les Khazars annexent au début du VIe siècle. Elle est le siège d'un évêché Syriaque de Madai (Médie). 
En 642, immédiatement après la bataille décisive de Nehavand entre les Arabes et les Perses. Elle est devenue le centre d'une région attribuée aux membres des garnisons de Koufa.
Les géographes arabes médiévaux s'attardent sur la prospérité de Dinavar. Elle a alors une population des deux tiers de celle d'Hamadân, mais la dépasse par le nombre de savants et d'écrivains. Tous les habitants sont affiliés à l'école juridique (Madhhab) de Sufyan ath-Thawri. La mosquée du vendredi est construite en pierres par le souverain kurde Hasanwyah ben Hosayn entre 960 et 980. Dinavar est alors la capitale des Hasanwayhides et retrouve quelques fastes, après avoir été détruite par Mardavîj en 931.
Dinavar est pillée par les Oghouzes en 1172/73. Au XIIIe siècle la ville décline. Au XIVe siècle c'est une petite ville. Elle est complètement détruite à la fin du XIVe siècle par Tamerlan. Il ne reste actuellement qu'un champ de ruines.

## Savants réputés originaires de Dinavar
- Ibn Qutayba (828-899) écrivain-philologue, théoricien et historien, il exerce les fonctions de cadi à Dinavar.
- Abû Hanifa Dinawarî (? - entre 894 et 903) grammairien, lexicographe, astronome, mathématicien et traditionaliste islamique d'origine perse[3].